# Human Trafficking
Human Trafficking es una miniserie de televisión sobre un agente estadounidense de Inmigración y Control de Aduanas que va de encubierto para impedir que una organización trafique personas y muestra las luchas de tres mujeres víctimas de trata. Se estrenó en Estados Unidos en Lifetime Television el 24 y 25 de octubre de 2005 y se emitió en Canadá en Citytv los días 2 y 3 de enero de 2006. Está protagonizada por Mira Sorvino, Donald Sutherland, Rémy Girard y Robert Carlyle.

## Trama
En Praga, República Checa, la madre soltera Helena (Isabelle Blais) es seducida por un apuesto hombre exitoso y viaja con él para pasar un fin de semana en Viena, Austria. Luego la vende a los traficantes de personas y la traen a la ciudad de Nueva York para trabajar como esclava sexual. En Kiev, Ucrania, Nadia, de 16 años, acaba de terminar la escuela y, sin el consentimiento o conocimiento previo de su padre, participa en una competencia de modelos. La agencia de modelos falsa la selecciona para viajar a Nueva York con los otros candidatos seleccionados, donde se ve obligada a una vida de esclavitud sexual. En Manila, Filipinas, la turista estadounidense de doce años Annie Gray es secuestrada frente a su madre en una calle concurrida por traficantes de sexo. La obligan a entrar en un burdel infantil que atiende principalmente a turistas sexuales. En general, las niñas se convierten en víctimas de una poderosa red internacional de traficantes sexuales liderada por el poderoso Sergei Karpovich.
En Nueva York, después de la tercera muerte de jóvenes prostitutas de Europa del Este, la tenaz detective de la policía neoyorquina y detallista Kate Morozov sospecha que estas mujeres están siendo "traficadas" por pandillas de traficantes de personas. La Detective Morozov se aplica para convertirse en un Agente Especial con el Servicio de Inmigración y Aduanas de los Estados Unidos. Ella es contratada, entrenada y juramentada como una I.C.E. Agente especial. Luego convence a su nuevo jefe, Bill Meehan, el Agente Especial a Cargo de la Oficina de Campo de Nueva York de los Estados Unidos de Inmigración y Control de Aduanas, para que la asigne a la investigación. Kate le dice al Sr. Meehan que la razón por la que se unió a I.C.E. Era luchar contra este tipo de crimen. Ella le promete que no se arrepentirá de haberla asignado a esta investigación.
Luego revienta un salón donde las niñas son traficadas en el sótano. Una de esas chicas es Helena. Luego va a decirle a Kate que tiene una hija y que no está segura. Kate intenta tranquilizarla, pero dice que su hija Ivanka vive en Praga. Ella pronto llama a su madre en Praga y le advierte. Para entonces, Sergei tenía gente en Praga lista para llevarse a su hija, pero se escaparon y estuvieron en manos de la policía lo antes posible. Le dicen a Helena que su familia está a salvo, pero tiene miedo de testificar hasta que su hija esté a su lado. Luego comienza a dar a Kate detalles sobre dónde están retenidas las chicas. Ella le agradece y, como prometió, se reuniría con su hija. La lleva a una casa segura donde ella y su hija estarán más seguras. Ella se sorprende por todo lo que se ha creado para ella y su hija. Le dan un par de reglas mientras está en la casa, y una de ellas es no salir. Ella está en la nueva habitación de su hija y mira por la ventana. Ella nota algo familiar y sale a la calle. Kate le está gritando que regrese, pero pronto recibe un disparo en la cabeza y muere.

## Elenco
- Mira Sorvino – Agente Kate Morozov / Katya Morozova
- Donald Sutherland – Agent Bill Meehan
- Robert Carlyle – Sergei Karpovich
- Rémy Girard – Viktor Taganov
- Isabelle Blais – Helena Votrubova
- Laurence Leboeuf – Nadya Taganova
- Vlasta Vrána – Tommy
- Céline Bonnier – Sophie
- Mark Antony Krupa – Andrej
- Lynne Adams – Ellen Baker
- David Boutin – Frederick
- Emma Campbell – Samantha Gray
- Sarah-Jeanne Labrosse – Annie Gray
- Michael Sorvino – Misha Morozov
- Morgane Slemp - Susan
- Anna Hopkins – Katerina
- Dawn Ford - Viktoria Votrubova